# Murvårtlav
Murvårtlav (Verrucaria muralis) är en lavart som beskrevs av Ach. Murvårtlav ingår i släktet Verrucaria och familjen Verrucariaceae.  Arten är reproducerande i Sverige. Inga underarter finns listade i Catalogue of Life.